# عطلة رسمية

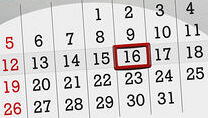

العطلة الرسمية هي عطلة محددة سلفا بالقانون الذي يحكم الدولة ويمنع العمل فيها في القطاعين الخاص والعام بالدولة

وهذه العطلات تختلف باختلاف الدول ، وتحتل مصر و هونغ كونغ قائمة الدول في عدد العطلات الرسمية

## أنواع العطلات
- عطلة لمناسبة دينية : مثل عيد الفطر وعيد الأضحى للمسلمين
- عطلة لمناسبة وطنية : يوم الاستقلال
- عطلة لذكرى حدث تاريخي